# Буковець (Ґрудзьондзький повіт)
Буковець (пол. Bukowiec) — село в Польщі, у гміні Роґужно Ґрудзьондзького повіту Куявсько-Поморського воєводства.
Населення — 155 осіб (2011).
У 1975-1998 роках село належало до Торунського воєводства.

## Демографія
Демографічна структура станом на 31 березня 2011 року:
|          | Загалом | Допрацездатний вік | Працездатний вік | Постпрацездатний вік |
| -------- | ------- | ------------------ | ---------------- | -------------------- |
| Чоловіки | 75      | 16                 | 47               | 12                   |
| Жінки    | 80      | 23                 | 41               | 16                   |
| Разом    | 155     | 39                 | 88               | 28                   |